# 周振丰
周振丰（1927年—2007年10月27日），男，江西余江人，中国焊接专家，曾任吉林工业大学教授、博士生导师。